# Olios hyeroglyphicus
Olios hyeroglyphicus là một loài nhện trong họ Sparassidae.
Loài này thuộc chi Olios. Olios hyeroglyphicus được Cândido Firmino de Mello-Leitão miêu tả năm 1918.